# ICI Musique
ICI Musique est un réseau de stations musicales publiques de la Société Radio-Canada.

## Historique
D'abord nommé Le FM de Radio-Canada puis la Chaîne culturelle, le réseau est rebaptisé Espace musique le 7 septembre 2004. Nombre d'émissions qui étaient diffusées à son antenne ont alors disparu, tandis que les émissions d'actualités culturelles ont déménagé vers la Première Chaîne, et qu'Espace Musique adoptait une programmation plus populaire, ajoutant les musiques du monde et le « folk » à la musique classique et au jazz qui figuraient précédemment à l'antenne. La chaîne devient exclusivement musicale, quoiqu'on cesse la captation des concerts de musique classique. 
Cette décision a été prise en raison des cotes d'écoute trop faibles de la Chaîne culturelle, jugée trop élitiste. Elle sera maintenue malgré l'aliénation d'une partie de l'auditoire et un tollé de tout le milieu intellectuel et artistique québécois. Georges Leroux, animateur de l'émission Passages qui est abolie après 227 diffusions hebdomadaires, raconte ainsi sa rencontre avec Sylvain Lafrance, vice-président de Radio-Canada de l'époque : « Un jour, il me fit venir dans son bureau et me dit : “Vous savez, j'ai réécouté certaines émissions de Passages, et je voudrais vous dire, la langue est souvent trop sophistiquée, nous perdons notre public.” Je lui demandai de me donner un exemple et il me répondit : “L'autre jour, vous avez utilisé le mot cartésien, vous ne croyez pas que ce mot est trop savant?” J'en suis tombé de ma chaise! Yvan Asselin, qui était son assistant et qui était présent, me dit en aparté : “J'ai honte.” »
Le 2 juin 2014, la chaîne change de nom pour une troisième fois pour adopter l'appellation ICI Musique. Ce changement de nom s'inscrit dans la mouvance de changement d'image de marque de la société d’État pour ses plateformes de diffusion francophones.

### Montréal
En mars 1946, la Société Radio-Canada expérimente la station de radio VE9CB à la fréquence 98,1 FM d'une puissance de 250 watts à partir de la tour de transmission du Mont Royal, alors en construction, et diffuse simultanément le contenu de la station CBF sur la bande AM. En novembre 1946, la Société lance aussi VE9FD (devenu CBM-FM) à la fréquence 100,7 FM d'une puissance de 250 watts, diffusant la programmation de CBC Radio. Le 5 mars 1948, la station francophone change de fréquence pour le 95,1 FM d'une puissance de 4200 watts et ses lettres d'appels sont devenus CBF-FM. La Chaîne FM de Radio-Canada est officiellement lancée le 4 avril 1960. Le 3 octobre 1971, CBF-FM et CBM-FM s'échangent de fréquence, et la station francophone se retrouve au 100,7 FM, d'une puissance augmentée à 100 000 watts. CBM-FM occupera le 95,1 FM jusqu'en 1976 lorsqu'elle changera pour le 93,5 FM. En juillet 1997, Radio-Canada obtient une licence du CRTC pour la fréquence 95,1 FM, permettant la conversion de CBF du AM au FM. L'émetteur est mis en fonction le 22 janvier 1998, peu après la tempête de verglas, devenant CBF-FM. Conséquemment, la chaîne culturelle au 100,7 FM change ses lettres d'appel pour CBFX-FM.
CBFX possède également une sous-chaîne connu sous le nom de ICI Musique classique, aussi disponible sur Internet.

### Identité visuelle (logotype)

Logo de la Chaîne Culturelle de Radio-Canada dans les années 1990.
Logo de la Chaîne Culturelle de Radio-Canada de 2001 à 2004.
Logo de 2004 à 2014.
Logo de 2014 à 2016.
Logo depuis 2016.

## Stations
- Calgary - CBCX-FM, 89.7
- Sudbury - CBBX-FM, 90.9
- Halifax - CBAX-FM, 91.5
- Moncton - CBAL-FM, 98.3
- Montréal - CBFX-FM, 100.7
  - Trois-Rivières - 104.3
  - Sherbrooke - 90.7
  - Amos - 88.3
  - Rouyn-Noranda - 89.9
  - Gaspé - 90.1
  - Mont-Laurier - 91.1
- Ottawa - CBOX-FM, 102.5
- Québec - CBVX-FM, 95.3
  - Sainte-Anne-de-Beaupré - 89.9
  - La Malbaie - 91.5
  - Baie-Saint-Paul - 88.9
- Rimouski - CBRX-FM, 101.5
  - Matane - 107.5
  - Rivière-du-Loup - 90.7
  - Sept-Îles - 96.1
- Saguenay - CBJX-FM, 100.9
  - Dolbeau-Mistassini - 90.9
- Toronto - CJBC-FM, 90.3
- Vancouver - CBUX-FM, 90.9
  - Victoria, 88.9
- Winnipeg - CKSB-FM, 89.9